# Música de Albania
La música albanesa (en albanés: Muzikë popullore or Muzikë shqiptare) es la música propia compuesta en Albania o por albaneses. La música albanesa muestra una gran variedad de influencias. Las tradiciones de la música tradicional varían según la región, con importantes diferencias de estilo entre la música tradicional de los ghegs en el norte y en el sur toscos. Desde la década de 1920, algunos compositores como Fan S. Noli también han producido obras de música clásica albanesa. Uno de los lugares más importantes que presentan la música tradicional albanesa es el Festival Nacional de Folklore de Gjirokastra, que celebra cada cinco años en Gjirokastra, el sur de Albania.

## Características
La dominación política, militar y cultural de Albania por elementos externos han contribuido a la escena musical moderna del país. La música albanesa es una fusión de la música del sudeste de Europa, especialmente del Imperio Otomano, que gobernó Albania desde hace más de 500 años. Sin embargo, el pueblo albanés mantuvo una gran identidad cultural alejada de sus invasores, con una importante población que vivía en las montañas y en localidades rurales y remotas.

## Música folclórica

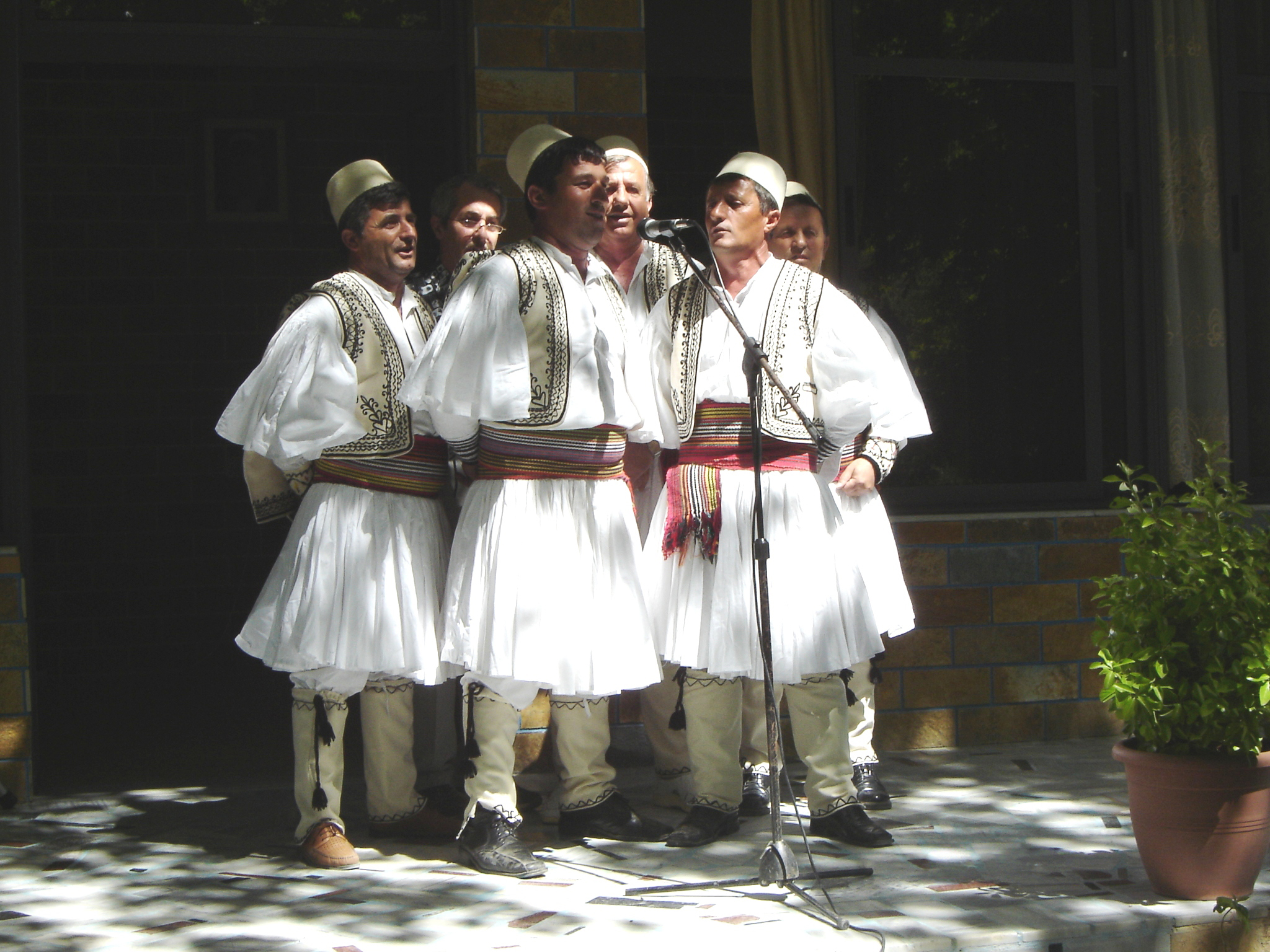
Grupo de música tradicional albanesa de Skrapar

La música popular albanesa se divide en tres grupos estilísticos, con otras áreas importantes de la música alrededor de Shkodër y Tirana. Los principales grupos son los ghegs del norte y al sur los labs y toscos. Las tradiciones del norte y del sur se contrastan con el tono "rugoso y heroico" del norte y la forma "relajada, suave y de gran belleza" del sur. Estos estilos dispares son unificados por "la intensidad que ambos intérpretes y oyentes dan a su música como un medio para la expresión patriótica y como un vehículo que transportaba la narración de la historia oral", así como ciertas características como el uso de ritmos tales como 3/8, 5/8 y 10/8. La primera recopilación de música popular albanesa fue hecha por Pjetër Dungu en 1940.
Las canciones populares albanesas se pueden dividir en grupos principales, como las epopeyas heroicas del norte, las canciones de cuna con dulzura melódica, canciones de amor, música de boda, canciones de trabajo y otros tipos. La música de varios festivales y días de fiesta es también una parte importante de la canción popular albanesa, sobre todo aquellos que celebran el día de San Lázaro (llazore), que inaugura la primavera. Las canciones de cuna y los lamentos son tipos muy importantes de la canción popular albanesa y suelen ser interpretadas por mujeres solistas.

## Música popular
La ciudad de Shkodër ha sido durante mucho tiempo uno de los centros culturales más importantes de Albania, y su música antigua del siglo XX es considerado como una de las más sofisticadas del país. La sevdalinka bosnia es una importante influencia en la música de la zona, que es compleja, con los cambios a través de las escalas mayores y menores con un sonido turco y un tono romántico y sofisticado. Entre los músicos tradicionales de Shkodër se encuentran Bujar Qamili, Luçie Miloti, Xhevdet Hafizi y Bik Ndoja. Los albaneses también tocan el duduk armenio.
La capital de Albania, Tirana, cuenta con una música popular, dominada por influencias romaníes, que se ha popularizado en todo el país y se ha extendido en las comunidades de emigrantes de la diáspora, gracias a figuras como Merita Halili, Parashqevi Simaku o Myslim Leli. Otras voces en la música contemporánea albanesa son las de Vaçe Zela de Tirana y Nexhmije Pagarusha de Prishtina, Elsa Lila y Anna Oxa (albanés/italiano).

### Música albanesa en Macedonia y Kosovo

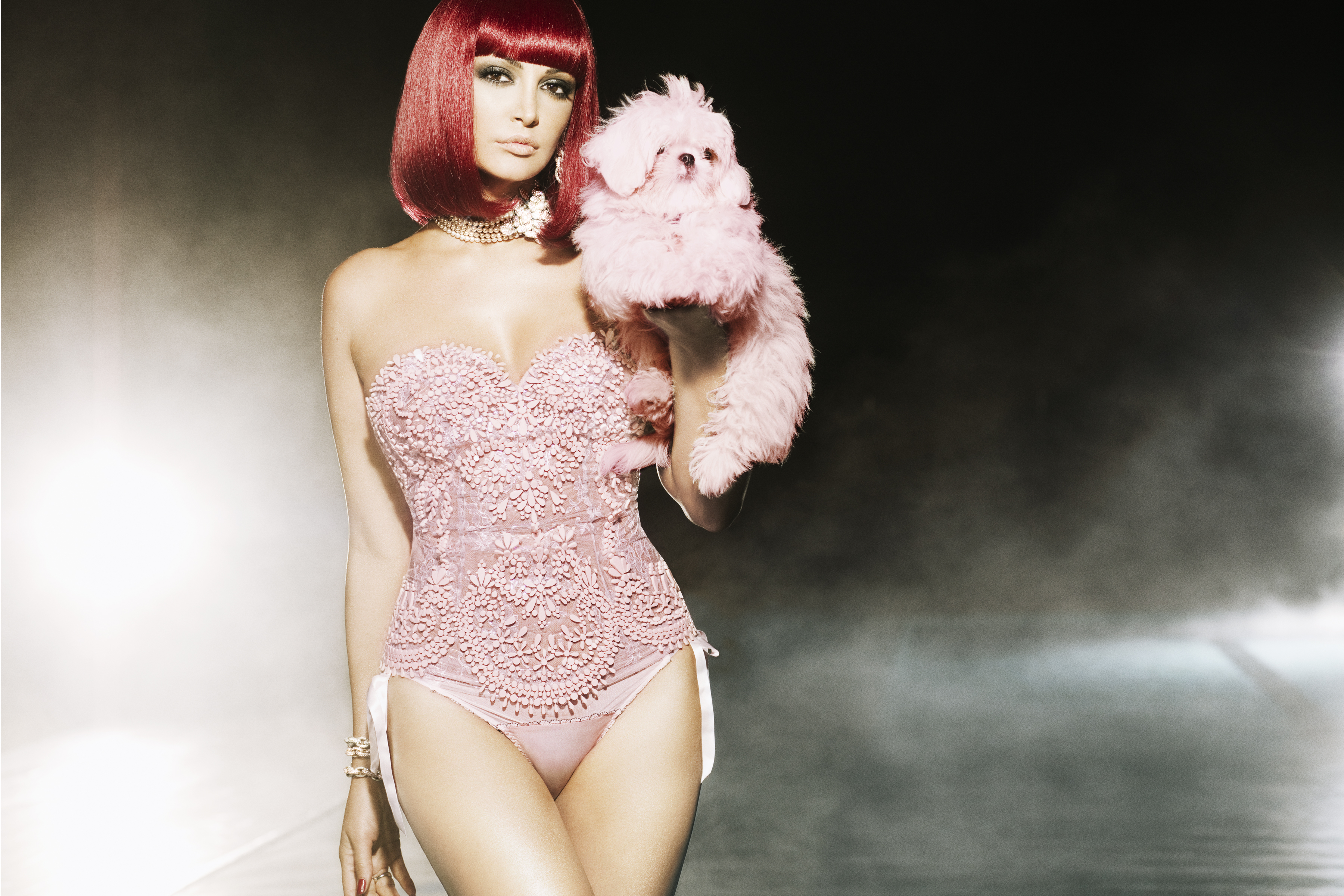
Bleona Qereti, una de las cantantes albanesas más exitosas a nivel internacional.

Kosovo ha sido la cuna de muchos músicos albaneses importantes y lo mismo se puede decir de Macedonia. Antes de la guerra de Kosovo, había una industria próspera de la música en Kosovo, que alcanzó grandes cifras en los últimos años. La industria de la música de Kosovo ha dado muchos músicos famosos, entre ellos Nexhmije Pagarusha, Ismet Peja y el romántico, más elaborado Qamili i Vogël de Gjakova. La banda macedonia Vëllezërit Aliu se hizo muy conocida por los dúos vocales tradicionales acompañados de caja de batería, bajo eléctrico, sintetizador y clarinete o saxofón. Gjurmët es una de las bandas de rock más famosas e influyentes de 1980 de Pristina.
Entre la comunidad albanesa de Macedonia y Kosovo actualmente son muy populares cantantes de pop con influencias R&B, como Bleona Qereti, Aurela Gaçe o Adelina Tahiri, que cantan en albanés e inglés. Bleona Qereti, afincada en Estados Unidos desde 2009, ha trabajado con productores como Timbaland, pero sus primeros álbumes fueron íntegramente en albanés, con un estilo eurodance. Continúa realizando giras en Albania, Macedonia y Kosovo para promocionar sus sencillos. Adelina Tahiri nació en Skopje, de padres albaneses y canta en albanés.

## Lecturas relacionadas
- Arbatsky, Yuri (1953), Beating the Tupan in the Central Balkans, The Newbery Library.
- Koço, Eno (2004), Albanian urban lyric song in the 1930s, Scarecrow Press, ISBN 978-0-8108-4890-0.
- Sugarman, Jane C. (1997), Engendering Song: Singing and Subjectivity at Prespa Albanian Weddings, University of Chicago Press, ISBN 0-226-77973-4.
- Mahony, Marinela. "An Investigation of the Polyphonic Folk Music of Albania". Dissertation. University of Pretoria, Pretoria: 2011.
- Rice, Timothy; Porter, James and Chris Goertzen. "Albanian Music [by] Jane Sugarman." The Garland Encyclopedia of World Music Online 8, 2000: 986-1004.
- Taylor, Roger. Review of "The Music of Albania". Brio 32, 1995: 40-42
- Vako, Milto. "The Origin and Development of Albanian Choral Music." New Sound: International Magazine for Music 28 2006.
- Kenge, Albanian Piano Music, Vol. 1, Kirsten Johnson, piano, Guild GMCD 7257.
- Rapsodi, Albanian Piano Music, Vol. 2, Kirsten Johnson, piano, Guild GMCD 7300.